# 普普·诺埃米
普普·诺埃米（匈牙利語：Pupp Noémi，1998年7月28日—），匈牙利女子皮划艇运动员，2022年欧洲皮划艇竞速锦标赛女子单人皮艇1000米金牌得主、2024年夏季奥林匹克运动会女子双人皮艇500米和女子四人皮艇500米铜牌得主。